# Bureau international des expositions
 (décembre 2023).
Si vous disposez d'ouvrages ou d'articles de référence ou si vous connaissez des sites web de qualité traitant du thème abordé ici, merci de compléter l'article en donnant les références utiles à sa vérifiabilité et en les liant à la section « Notes et références ».
Pour les articles homonymes, voir BIE.
Le Bureau international des expositions (BIE) est une organisation intergouvernementale chargée de superviser les expositions internationales.
Il est né de la volonté de ses États membres à s'engager dans la mission culturelle, économique et politique de ces événements uniques par leur envergure, leur force d'innovation et leur capacité d'attraction que sont les expositions universelles ; mais également les expositions spécialisées.
Depuis le début de son activité réglementaire en 1931, le BIE a organisé plus de 40 expositions qui ont attiré plus de 500 millions de visiteurs.[réf. souhaitée]

## Création et objectifs
L'organisme a été créé en vertu d'une convention signée à Paris le 22 novembre 1928, afin de superviser et de réglementer les expositions universelles et internationales et de n'attribuer le qualificatif universelle qu'aux expositions satisfaisant les critères du bureau.[réf. souhaitée]
En 1851, Londres organise la première exposition « universelle et internationale » dans le sens actuellement admis. Londres était considérée comme la métropole d’un vaste empire, la première ville de la première puissance industrielle enrichie par la prospérité de l’époque victorienne et le libre-échange. L'Exposition connut en 1851 un succès éclatant.
Le BIE supervise deux types d'expositions : les expositions enregistrées (communément appelées expositions universelles) et les expositions reconnues (les expositions spécialisées).
Les expositions horticoles de grade A1[pas clair], régies elles aussi par le BIE, sont reconnues depuis 1960 à condition d'être espacées d'au moins deux ans dans des États différents et d'au moins dix ans dans un même État.
Le BIE reconnait aussi les expositions des arts décoratifs et de l’architecture moderne de la Triennale de Milan, en raison de son antériorité historique et tant qu'elle conserve ses caractéristiques d'origine.
Comme les Jeux olympiques et la Coupe du monde de football, les expositions universelles mettent en compétition de nombreux pays du monde et engrangent d'importants remaniements urbains là où elles sont organisées. La différence est que les expositions universelles engagent directement les gouvernements des pays engagés, faisant de ces évènements des moments forts dans l'agenda diplomatique international.

## Les différentes catégories d’expositions

### Historique
Depuis la création du BIE en 1928, différents protocoles ont défini les différentes catégories d’expositions, généralement distinguées entre expositions universelles et expositions spécialisées. Chaque catégorie se différencie l’une de l’autre par sa durée, sa fréquence, la superficie de son site ainsi que le type de constructions.
Le protocole originel de la convention de Paris de 1928 déterminait que le BIE reconnaissait deux types d’expositions :
- les expositions générales de 1re et 2de catégories, (communément connues en tant qu’expositions universelles) ;
- les expositions spéciales (communément connues en qualité d'expositions spécialisées).

La convention de Paris de 1928, modifiée par le Protocole du 30 novembre 1972, entre en vigueur en 1980 et distingue alors deux types d’expositions :
- les expositions universelles ;
- les expositions spécialisées.

Un nouvel amendement fut adopté en 1988 et ratifié en 1996, qui pour sa part distingue les deux types d’expositions suivantes :
- les expositions internationales enregistrées (communément connues comme expositions universelles) ;
- les expositions internationales reconnues (communément connues comme expositions spécialisées).

## Membres
Le BIE compte actuellement 182 États membres, dont :
| - Afghanistan - Albanie - Algérie - Andorre - Angola - Antigua-et-Barbuda - Argentine - Arménie - Autriche - Azerbaïdjan - Bahamas - Bahreïn - Bangladesh - Barbade - Biélorussie - Belgique - Belize - Bénin - Bosnie-Herzégovine - Brésil - Bulgarie - Burkina Faso - Burundi - Cambodge - Cameroun - République centrafricaine - Tchad - Chili - Chine - Colombie - Comores - République du Congo - République démocratique du Congo - Costa Rica - Croatie - Cuba - Chypre - Tchéquie - Danemark - Djibouti - Dominique - République dominicaine - Équateur - Égypte - États-Unis - Salvador - Guinée équatoriale - Érythrée - Estonie - Fidji - Finlande - France - Gabon - Gambie - Géorgie - Allemagne - Ghana | - Grèce - Grenade - Guatemala - Guinée - Guinée-Bissau - Guyana - Haïti - Honduras - Hongrie - Islande - Indonésie - Iran - Irak - Israël - Italie - Côte d'Ivoire - Japon - Jordanie - Kazakhstan - Kenya - Kiribati - Corée du Nord - Corée du Sud - Koweït - Kirghizistan - Laos - Liban - Lesotho - Liberia - Libye - Lituanie - Madagascar - Malawi - Malaisie - Maldives - Mali - Malte - Îles Marshall - Mauritanie - Maurice - Mexique - Monaco - Mozambique - Mongolie - Monténégro - Maroc - Namibie - Nauru - Népal - Pays-Bas - Nouvelle-Zélande - Nicaragua - Niger - Nigeria - Norvège - Oman | - Pakistan - Palaos - Panama - Paraguay - Pérou - Philippines - Pologne - Portugal - Qatar - Roumanie - Russie - Rwanda - Saint-Marin - Saint-Christophe-et-Niévès - Sainte-Lucie - Saint-Vincent-et-les-Grenadines - Samoa - Arabie saoudite - Sénégal - Serbie - Seychelles - Sierra Leone - Slovaquie - Slovénie - Îles Salomon - Afrique du Sud - Espagne - Somalie - Sri Lanka - Soudan - Soudan du Sud - Suriname - Eswatini - Suède - Suisse - Syrie - Tadjikistan - Tanzanie - Thaïlande - Timor oriental - Togo - Tonga - Tunisie - Turquie - Turkménistan - Tuvalu - Ouganda - Ukraine - Émirats arabes unis - Royaume-Uni - Uruguay - Ouzbékistan - Vanuatu - Venezuela - Viêt Nam - Yémen |

## Les expositions enregistrées (expositions universelles)

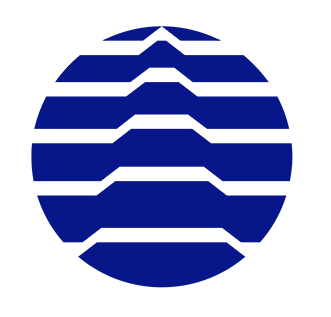
Logo du BIE

Selon l'amendement de 1988, les expositions universelles (connues sous leur dénomination officielle d'expositions internationales enregistrées) peuvent avoir lieu tous les 5 ans et durer jusqu'à six mois. Leurs thèmes doivent répondre à des défis auxquels l’humanité fait face. L’Exposition universelle de Montréal en 1967 avait par exemple pour thème « Terre des Hommes », celle de Séville en 1992 « L’Ère des Découvertes », celle de Shanghai en 2010 « Meilleure Ville, Meilleure Vie ». Les États, les organisations internationales, la société civile et les entreprises sont autorisées à y participer, et les participants internationaux peuvent y élaborer et construire eux-mêmes leurs pavillons. Les participants peuvent également choisir d’aménager et de décorer un pavillon mis à leur disposition par l’Organisateur ou décider de participer au sein d’un pavillon conjoint avec d’autres, pouvant ainsi minimiser leurs coûts de participation. La place des Amériques à l’Exposition de Séville en 1992, construite par les organisateurs de l’Exposition afin de maximiser la participation des pays d’Amérique latine, est également un exemple de pavillon conjoint au sein d’une exposition enregistrée.
Les expositions enregistrées sont traditionnellement de grande envergure, parfois entre 300 et 400 hectares de superficie (Montréal Expo 67 faisait 410 hectares, Osaka Expo 70 faisait 330 hectares, Séville Expo 92 faisait 215 hectares et Shanghai Expo 2010 528 hectares). Les pavillons peuvent également être impressionnants par leur taille, atteignant parfois entre 5 000 et 10 000 m2, parfois sur plusieurs étages. Le pavillon de l’Australie notamment, à Shanghai, était de 5 000 m2, celui du Royaume-Uni de 6 000 m2, tout comme celui du Canada. Le pavillon National de la Chine, quant à lui, atteignit 20 000 m2 de surface d’exposition.
Les expositions universelles sont également connues pour leur moyenne élevée de visiteurs par jour (200 000 visiteurs par jour, voir plus). Leur moyenne pour toute la période des six mois peut atteindre environ 50 à 70 millions. Par exemple, l'Exposition à Montréal en 1967 attira plus de 54 millions de visiteurs, l'Exposition d'Osaka en 1970 - 64 millions de visiteurs et l'Exposition de Shanghai en 2010 rassembla plus de 70 millions de visiteurs.
Par conséquent, le développement des transports et autres infrastructures est une priorité pour les expositions universelles et les coûts généraux liés à l’organisation et à la participation à ce type d’événement est plus élevé que pour une exposition spécialisée.

## Les expositions spécialisées
Les expositions spécialisées (officiellement connues sous la dénomination d'expositions internationales reconnues) peuvent avoir lieu entre deux expositions universelles et peuvent durer entre 6 semaines et 3 mois. Les États, les organisations internationales, la société civile et les entreprises sont autorisés à y participer. L'exposition doit être organisée sur un thème précis. Les pavillons sont construits par l'organisateur et non les participants, et il n'y a pas de coûts de locations des pavillons. Néanmoins, les pavillons ne peuvent dépasser 1 000 mètres carrés et la superficie totale du site en entier ne doit pas dépasser 25 hectares.
Une nation ou une organisation ne doit pas nécessairement faire partie de l'Organisation pour être représentée dans une exposition du BIE.

## Les mascottes des expositions

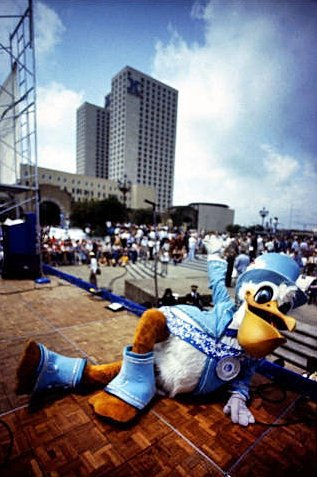
Seymore D. Fair, la première mascotte d'une exposition universelle.

L'utilisation des mascottes dans les expositions internationales a commencé en 1984 à la Louisiana World Exposition. Seymore D. Fair (en), un pélican blanc de près de deux mètres était la mascotte officielle de l'exposition, ainsi que la première mascotte de toute l'histoire des expositions internationales. Seymore symbolisait le thème de l'eau, et fut un moyen de démocratiser l'exposition auprès des enfants. Il a été suivi par beaucoup d'autres mascottes insolites :
- Seymore D. Fair, mascotte pour l'Exposition universelle de la Louisiane en 1984 ;
- Cosmo Hoshimaru, mascotte pour l'Exposition spécialisée de 1985 à Tsukuba ;
- Expo Ernie, mascotte pour l'Exposition spécialisée de 1986 Vancouver ;
- Expo Oz, mascotte pour l'Exposition spécialisée de 1988 à Brisbane ;
- Curro, mascotte pour l'Exposition universelle de 1992 à Séville ;
- Kumdori, mascotte pour l'Exposition spécialisée de 1993 à Taejon ;
- Gil, mascotte pour l'Exposition spécialisée de 1998 à Lisbonne ;
- Twipsy, mascotte pour l'Exposition universelle de 2000 à Hanovre ;
- Kiccoro & Morizo, mascottes pour l'Exposition universelle de 2005 à Aichi[9] ;
- Fluvi, mascotte pour l'Exposition spécialisée de 2008 à Saragosse ;
- Haibao, mascotte pour l'Exposition universelle de 2010 à Shanghai ;
- Yeony & Suny, mascotte pour l'Exposition spécialisée de 2012 à Yeosu ;
- Foody, mascotte pour l'Exposition universelle de 2015 à Milan ;
- Saule, Kuat et Moldir[10] pour l'Exposition spécialisée de 2017 à Astana.

## Symboles
L'hymne du BIE est l'introduction du 4e mouvement de la Symphonie no 9 en mi mineur de Dvořák « Du Nouveau Monde ».